# Ben Payal
Ben Payal (Lussemburgo, 8 settembre 1988) è un ex calciatore lussemburghese, di ruolo centrocampista.

## Carriera

### Club
Ha sempre giocato nel campionato lussemburghese. Con l'F91 Dudelange ha vinto 4 campionati nazionali ed una coppa di Lussemburgo. Nel 2013 si è trasferito al CS Fola Esch, dove ha ottenuto un secondo posto (2013-2014) e la vittoria di un campionato (2014-2015).
Dall'estate 2016 gioca per l'FC UNA Strassen.

### Nazionale
Ha esordito con la Nazionale lussemburghese nel 2006.

## Palmarès
- Campionato lussemburghese: 5

F91 Dudelange: 2007-2008, 2008-2009, 2010-2011, 2011-2012
Fola Esch: 2014-2015
- Coppa di Lussemburgo: 1

F91 Dudelange: 2011-2012